# روبرت نيلسون جيتي
روبرت نيلسون جيتي (17 يناير 1855 - 15 أبريل 1941) هو العميد و ضابطًا في جيش الولايات المتحدة من أواخر القرن التاسع عشر وأوائل القرن العشرين. خدم في العديد من الحروب، بما في ذلك حروب سيوكس ، والحرب الإسبانية الأمريكية ، والحرب العالمية الأولى .  كان نجل اللواء جورج دبليو جيتي .

## مهنة عسكرية
ولد في فورت هاميلتون في 17 يناير 1855. و تخرج من الأكاديمية العسكرية الأمريكية عام 1878.  
تم تكليفه بالانضمام إلى فوج المشاة الثاني والعشرين ، وقام بالخدمة في الحدود من عام 1878 إلى عام 1896. خلال هذا الوقت، شارك في حرب يوت في عام 1884 وحرب سيوكس في عامي 1890 و1891. و شارك أيضًا في الحرب الإسبانية الأمريكية ، حيث شارك في معركة إل كاني ، ومعركة سان خوان هيل ، وحصار سانتياغو . كما خدم في السلك الصحي وحصل على وسام النجمة الفضية لجهوده هناك. بعد الخدمة في الفلبين من عام 1900 إلى عام 1911، تولى قيادة مستودع التجنيد في فورت لوجان من عام 1914 إلى عام 1917.  

## فهرس
- Davis، Henry Blaine Jr. (1998). Generals in Khaki. رالي (كارولاينا الشمالية): Pentland Press. ISBN:1571970886. OCLC:40298151.
- Marquis Who's Who (1975). Who Was Who In American History – The Military. شيكاغو: ماركيز هوز هو. ISBN:0837932017.